# Dorothy Gwajima
Dorothy Onesphoro Gwajima (Distrito de Iramba, 21 de marzo de 1971) es una médica y política tanzana, que desde 2020 es Ministra de Salud de ese país. 

## Biografía
Nacida en 1971, realizó sus estudios primarios y secundarios en su región natal. En 2001 se graduó de medicina de la Academia Médica Estatal de Nizhni Nóvgorod, en Rusia. En 2009 obtuvo una maestría en salud pública del Real Instituto Tropical de Países Bajos.
Fue directora del hospital del Distrito de Bagamoyo, entre 2005 y 2008, y Oficial del Distrito Médico de Iramba, entre 2008 y 2012, para después ascender al cargo de Oficial Médica Regional de Singida, hasta 2014. Desde este último año hasta 2015 fue asistente administrativa especial del Ministerio de Salud para la región de Singida. Tras abandonar este cargo, se convirtió en Directora de Servicios Médicos Públicos y Privados del Ministerio de Salud y en directora del Instituto de Servicios Curativos.
En 2012 fue condecorada con el Health Insurance Award, otorgado por la Organización Mundial de la Salud.

### Carrera política
En diciembre de 2020 fue nombrada como diputada de la Asamblea Nacional de Tanzania, e, inmediatamente, también en el cargo Ministra de Salud, por parte del presidente John Magufuli. El 10 de diciembre el presidente Magufuli tomó su juramento.
Como Ministra de Salud ha negado la existencia de la pandemia del COVID-19. El 18 de febrero de 2021 ofreció una conferencia de prensa en la que mostró como hacer un batido de verduras, compuesto por jengibre, cebollas, limón y pimienta, que, según ella, evita el coronavirus. En la misma conferencia declaró que el país no necesitaba vacunas para contener la pandemia, y que no había planes para recibirlas.
Así mismo, ha declarado que las denuncias de que el servicio hospitalario y funerario estaba desbordado eran alarmistas.
Cuando, en febrero de 2021, se comenzó a difundir información acerca de una enfermedad que provocaba que la gente vomitara sangre, ordenó la destitución de Felista Kisandu, directora Médica del Distrito de Chunya, al interpretar que declaró la existencia de una nueva epidemia, cuando declaró: “Este problema no ha sido generalizado, ha ocurrido solo en Ifumbo, donde la gente vomita sangre y muere cuando llega tarde al hospital”.